# Стом, Бен
Бертюс Мартинюс (Бен) Стом (нидерл. Bertus Martinus "Ben" Stom; 13 октября 1886, Апелдорн — 18 августа 1965), также известный как Йос Стом (нидерл. Jos Stom) — нидерландский футболист, игравший на позиции защитника, выступал за команды «Велоситас» и ХФК. В составе национальной сборной сыграл девять матчей — дважды был капитаном. Является автором первого забитого автогола в истории сборной Нидерландов.

## Ранние годы
Бертюс Мартинюс Стом родился 13 октября 1886 года в Апелдорне в семье военного Христиана Виллема Хенри Стома. Его отец окончил военную службу в должности капитана пехоты, а после службы долгое время работал секретарём в муниципальном здравоохранении Апелдорна. В мае 1888 года в Маланге родилась его сестра Мария Алвина.
Бен учился в кадетской школе в Алкмаре, а затем поступил в Королевскую военную академию в городе Бреда.

## Карьера
Бен Стом начинал футбольную карьеру в родном Апелдорне — играл за команды «Робюр эт Велоситас» и «Юнитас». В возрасте 19 лет Бен стал членом клуба «Велоситас», в котором играли в основном воспитанники военной академии и кадетских школ.
Стом выступал на позиции защитника и вскоре получил вызов в сборную Нидерландов. Его дебют состоялся 30 апреля 1905 года в товарищеском матче против сборной Бельгии, состоявшемся в Антверпене. В той встрече он отметился автоголом на 86-й минуте, несмотря на это, гости одержали победу со счётом 4:1 — для нидерландцев это был первый официальный матч в истории сборной. В общей сложности за четыре года Бен принял участие в девяти матчах сборной — в двух последних играх он был капитаном команды.
В апреле 1908 года в должности второго лейтенанта Стом отправился служить в Голландскую Ост-Индию.

## Статистика

### Матчи Стома за сборную Нидерландов
| Матчи Стома за сборную Нидерландов | Матчи Стома за сборную Нидерландов | Матчи Стома за сборную Нидерландов | Матчи Стома за сборную Нидерландов | Матчи Стома за сборную Нидерландов | Матчи Стома за сборную Нидерландов |
| ---------------------------------- | ---------------------------------- | ---------------------------------- | ---------------------------------- | ---------------------------------- | ---------------------------------- |
| №                                  | Дата                               | Соперник                           | Счёт                               | Голы Стома                         | Соревнование                       |
| 1                                  | 30 апреля 1905                     | Бельгия                            | 4:1                                | —                                  | Кубок Ванден Абеле 1905            |
| 2                                  | 14 мая 1905                        | Бельгия                            | 4:0                                | —                                  | Кубок Rotterdamsch Nieuwsblad 1905 |
| 3                                  | 29 апреля 1906                     | Бельгия                            | 0:5                                | —                                  | Кубок Ванден Абеле 1906            |
| 4                                  | 13 мая 1906                        | Бельгия                            | 2:3                                | —                                  | Кубок Rotterdamsch Nieuwsblad 1906 |
| 5                                  | 1 апреля 1907                      | Англия (люб.)                      | 1:8                                | —                                  | Товарищеский матч                  |
| 6                                  | 14 апреля 1907                     | Бельгия                            | 3:1                                | —                                  | Кубок Ванден Абеле 1907            |
| 7                                  | 9 мая 1907                         | Бельгия                            | 1:2                                | —                                  | Кубок Rotterdamsch Nieuwsblad 1907 |
| 8                                  | 21 декабря 1907                    | Англия (люб.)                      | 2:12                               | —                                  | Товарищеский матч                  |
| 9                                  | 29 марта 1908                      | Бельгия                            | 4:1                                | —                                  | Кубок Ванден Абеле 1908            |

Итого: 9 матчей / 0 голов; 4 победы, 0 ничьих, 5 поражений.

## Личная жизнь
Бен женился в возрасте 38 лет — его избранницей стала Фердинаде Викторине Паулине Балл, которая была младше него на двадцать лет. Она была сводной сестрой футболиста Беба Бакхёйса. Их брак был зарегистрирован 7 июля 1925 года в Батавии на остове Ява. В июле 1926 года в их семье родилась дочь. В конце ноября 1940 года в Гааге у них родилась дочь Марайоске.